# Clinias (frère d'Alcibiade)
Pour les articles homonymes, voir Clinias.
Clinias (en grec ancien Κλείνίας / Klínías) est le frère d'Alcibiade, et le fils de Clinias et de Dinomaque.

Il faisait partie des Eupatrides (familles nobles) par son père, et passait donc pour descendre d'Ajax ; sa mère était également une noble, issue de la famille des Alcméonides, issue d'une famille qui passait pour descendre de Mégaclès. Platon dit de lui qu'il était à peu près fou[réf. souhaitée].